# San Martín (Guerrero)
San Martín es una localidad del estado mexicano de Guerrero. Es parte del municipio de Quechultenango.

## Toponimia
El nombre «» hace referencia al santo patrono de la localidad: Martín de Tours.

## Demografía
| Gráfica de evolución demográfica |
|                                  |

| Censo | Población |
| ----- | --------- |
| 1900  | 326       |
| 1910  | 348       |
| 1921  | 257       |
| 1930  | 313       |
| 1940  | 518       |
| 1950  | 484       |
| 1960  | 472       |
| 1970  | 560       |
| 1980  | 533       |
| 1990  | 1 028     |
| 2000  | 1 123     |
| 2010  | 1 185     |
| 2020  | 1 146     |